# Пливачки клуб Лесковац
Пливачки клуб Лесковац је основан 2005. године. ПК Лесковац је у 2012. години учествовао на 25 такмичења у земљи и иностранству. Резултати такмичења на државном нивоу су следећи: Освојено је укупно 241 медаља, од тога: 81 – златна, 79 – сребрних и 81 – бронзана.